# Кольбер-Шабане, Луи Пьер Альфонс де
Луи Пьер Альфонс де Кольбер-Шабане (фр. Louis Pierre Alphonse de Colbert-Chabanais; 1776—1843) — французский военный деятель, генерал-лейтенант (18 мая 1838 года), участник революционных и наполеоновских войн.

## Биография
Родился 29 июня 1776 года в Париже в одной из самых знатных семей Франции. В 17 лет поступил на военную службу. До 14 ноября 1808 года служил на различных административных должностях в армии (военный комиссар). Затем перешёл на службу в кавалерию королевства Неаполь. В декабре 1811 года вернулся во Францию. Возглавил 9-й-бис гусарский (затем переименованный в 12-й) полк. Воевал в Испании. В период Ста дней командовал бригадой лёгкой кавалерии 2-го армейского корпуса Северной армии. После второй реставрации Бурбонов занимал различные административные посты – генеральный инспектор кавалерии, командующий военных округов и департаментов.

## Воинские звания
- волонтёр (13 октября 1793 года);
- командир эскадрона на службе Неаполя (14 ноября 1808 года);
- майор на службе Неаполя (12 декабря 1808 года);
- полковник на службе Неаполя (28 февраля 1810 года);
- полковник на службе Франции (11 января 1812 года);
- бригадный генерал (3 апреля 1814 года, утверждён в звании 9 июля 1814 года);
- генерал-лейтенант (18 мая 1838 года).

## Награды
- Легионер ордена Почётного легиона (25 марта 1804 года);
- Офицер ордена Почётного легиона (28 сентября 1814 года);
- Командор ордена Почётного легиона (20 апреля 1831 года);
- Кавалер ордена Святого Людовика (19 июля 1814).